# 이숭효
이숭효(李崇孝, ?~?)는 조선의 화가이다. 자는 백달, 본관은 전주이다. 그의 아버지 이배련(李陪連), 조부 소불(小佛), 아들 이정 등 4대에 걸쳐 그림에 뛰어난 집안이었다. 그의 작품 〈저본묵화〉,〈귀어도〉가 덕수궁 국립 박물관에 소장되어 있다.